# Communauté de communes du Val du Sauzay
La communauté de communes du Val du Sauzay est une ancienne communauté de communes française, située dans le département de la Nièvre et la région Bourgogne-Franche-Comté.

## Historique
En application du schéma départemental de coopération intercommunale, elle fusionne avec la communauté de communes des Vaux d'Yonne pour former la communauté de communes Haut Nivernais-Val d'Yonne le 1er janvier 2017.

## Composition
Elle était composée des communes suivantes :
| Nom                     | Code Insee | Gentilé           | Superficie (km2) | Population (dernière pop. légale) | Densité (hab./km2) |
| ----------------------- | ---------- | ----------------- | ---------------- | --------------------------------- | ------------------ |
| Varzy (siège)           | 58304      | Varzycois         | 41,18            | 1 246 (2014)                      | 30                 |
| Corvol-l'Orgueilleux    | 58085      | Corvolois         | 30,22            | 779 (2014)                        | 26                 |
| Courcelles              | 58090      | Courcellois       | 9,56             | 208 (2014)                        | 22                 |
| Cuncy-lès-Varzy         | 58093      | Cuncycois         | 15,24            | 135 (2014)                        | 8,9                |
| Entrains-sur-Nohain     | 58109      | Entrainois        | 58,73            | 912 (2014)                        | 16                 |
| La Chapelle-Saint-André | 58058      | Chapellois        | 27,15            | 340 (2014)                        | 13                 |
| Marcy                   | 58156      | Marcycois         | 14,31            | 166 (2014)                        | 12                 |
| Menou                   | 58163      | Nantinivinois     | 17,41            | 184 (2014)                        | 11                 |
| Oudan                   | 58201      | Oudanais          | 20,11            | 145 (2014)                        | 7,2                |
| Parigny-la-Rose         | 58206      | Parignycois       | 8,77             | 40 (2014)                         | 4,6                |
| Saint-Pierre-du-Mont    | 58263      | San-Pétri-Montins | 17,57            | 199 (2014)                        | 11                 |
| Villiers-le-Sec         | 58310      | Sicovillarois     | 1,38             | 52 (2014)                         | 38                 |

## Démographie
| 2011  | 2012  | 2013  |
| ----- | ----- | ----- |
| 4 422 | 4 412 | 4 406 |

## Compétences

### Compétences obligatoire

#### Aménagement de l'espace
- Étude, acquisition et/ou mise en valeur des sites naturels dont la notoriété et/ou l'intérêt dépasse le cadre communal ou intercommunal notamment les sites et les zones répertoriées par: Conservatoire, Europe, Région, Département, associations, syndicats, fédération ou autres ayant pour objet la préservation et/ou le développement naturel.
- Développement ou acquisition d'outils d'analyse et de gestion de l'espace (ex: cadastre).
- Préservation des mares présentant un intérêt écologique, répertoriées par le Conservatoire de Bourgogne.
- Aménagement, entretien et promotion des sentiers de randonnée identifiés dans les guides "Balades et randonnées en Val du Sauzay".

#### Actions de développement économique

##### Activités artisanales, commerciales et industrielles
Sont d'intérêt communautaire, les actions suivantes :
- La promotion et le renforcement des activités existantes dans des bâtiments et terrains intercommunaux, le soutien à la création de nouvelles activités par une aide technique / la location, l'acquisition et/ou la réhabilitation de tout type de locaux pouvant accueillir des activités avec ou sans logement.
- L'acquisition de réserves foncières à finalité économique et aménagement de zones d'activités intercommunales.
- La participation au capital d'une société coopérative d'intérêt collectif, et/ou d'une société d'économie mixte et/ou d'une société Publique Locale dans la limite fixée par la loi.
- Toute activité d'achat et/ou de construction et/ou de rénovation de bâtiments et terrains propriété de la communauté de communes.
- Toute activité de promotion des activités susmentionnées.
- L'accueil, le conseil, l'assistance et l'accompagnement des porteurs de projets dans leur démarche pour la création, l'implantation, la transmission, le développement et la restructuration d'entreprises sur le territoire communautaire.
- Le financement des études d'opportunité, de faisabilité et d'impact.

Sont d’intérêt communautaire:
- L'étude, l'acquisition et/ou la réhabilitation de tout type de locaux pouvant accueillir des activités avec ou sans logement.

##### Activités touristiques
- Actions de promotion, financement de projets touristiques et de manifestations culturelles et touristiques à rayonnement intercommunal.
- L'acquisition et/ou la mise à disposition de bâtiments communautaires et de terrains.
- Le financement (fonctionnement et investissement) de l'Office de Tourisme dans le cadre du projet touristique et du contrat d'objectif qui lie la Communauté de Communes et l'Office de Tourisme de Varzy et sa Région.
- L'accueil, le conseil, l'assistance et l'accompagnement des porteurs de projets dans leur démarche pour la création, l'implantation, la transmission, le développement et la restructuration d'entreprises sur le territoire communautaire.
- Le financement des études de faisabilités et d'impact.

##### Activités agricoles et d'élevage
Sont d'intérêt communautaire: 
- Le soutien et le développement des activités agricoles et d'élevage notamment par des actions en faveur de la qualité environnementale et des produits.
- La sauvegarde des exploitations à travers des interventions foncières et d'autres actions servant une politique de "prévention" en direction des exploitations sans repreneur potentiel, en concertation avec les institutions concernées.
- La valorisation locale des productions par la création et le financement (avec les autres partenaires des filières agricoles) d'ateliers-relais de transformation et de valorisation des productions locales.

##### Dispositions diverses
Sont également d'intérêt communautaire:
- L'adhésion à la mission locale du Pays Bourgogne Nivernaise pour l'ensemble de ses missions.
- Les concours financiers aux associations et organismes ayant pour objet la création ou la reprise d'activité et agissant pour la promotion de l'emploi et de l'économie.
- les conventions signées (Conventionnement) avec d'autres EPCI, syndicats et Collectivités pour des actions visant au développement économique sur un territoire repéré.
- Le développement de l'économie sociale et solidaire.

### Compétences optionnelles

#### Environnement
Protection et mise en valeur de l'environnement, dans le cadre de schémas départementaux:
- le soutien aux actions de maîtrise de la demande d'énergie.
- La collecte, le tri, le transfert et la valorisation des déchets ménagers et assimilés, avec possibilité de transférer tout ou partie de cette compétence au SIEEEN ou à tout autre prestataire.

#### Assainissement
- Études, travaux et entretien.
- Contrôle de l'assainissement non collectif sur le territoire de la Communauté de Communes du Val du Sauzay et par conventionnement sur d'autres communes et d'autres territoires.

#### Politique du logement et du cadre de vie
- L'étude et l'analyse des besoins en logement.
- Le financement de toute opération d'amélioration de l'habitat.
- La rénovation, la réhabilitation et la location de logements liés à l'acquisition de locaux à usage commercial, artisanal ou industriel, affecté ou non affecté à une activité.

Sont d'intérêt communautaire:
- Des actions en faveur du logement des jeunes engagés dans une formation sans les lycées du territoire de la Communauté de Communes du Val du Sauzay.

#### Activité économique sociale et solidaire.
- Étude, acquisition, et/ou construction et locations de locaux et de terrains à destination d'activité d'insertion.

## Sources
- Le SPLAF (Site sur la Population et les Limites Administratives de la France)
- La base ASPIC